# 로버트 M. 라폴레트 시니어
로버트 매리언 라폴레트 시니어(Robert Marion La Follette Sr., 1855년 6월 14일 ~ 1925년 6월 18일)는 미국의 변호사이자 공화당 정치인으로 진보주의의 제안자와 기업 권력에 맹렬한 상대로서 가장 잘 알려졌다. 그는 자신의 경력 동안 연방 하원, 위스콘신주의 지사와 연방 상원을 지냈다. 그는 또한 진보당 소속으로 1924년 미국 대통령 선거에 출마하기도 하였다.

## 어린 시절
위스콘신주 프림로즈에서 태어난 "싸우는 밥 라폴레트"는 1875년 위스콘신 대학교 매디슨에 입학하기 전에 농장 노동자로 일하였다. 4년 후에 졸업한 라폴레트는 1880년 법정으로 수용되었다. 1881년 12월 31일 그는 대학 시절의 애인 벨 케이스와 결혼하였다.
라폴레트는 자신의 아이디어들이 너무 진보적이었던 것으로 느꼈던 공화당 영수들의 반대에 불구하고 1881년 데인 카운티 지방 검사로서 자신의 정치 경력을 발포하였다. 1884년 그는 의회로 선출되었으나 일반적으로 대부분의 문제에 "정책 노선"을 투표하였다. 1890년 그는 민주당의 압도적 승리 선거에서 꺾여 법률을 실행하러 매디슨으로 돌아왔다.

## 정치적 부패에 대항하는 전쟁 선언

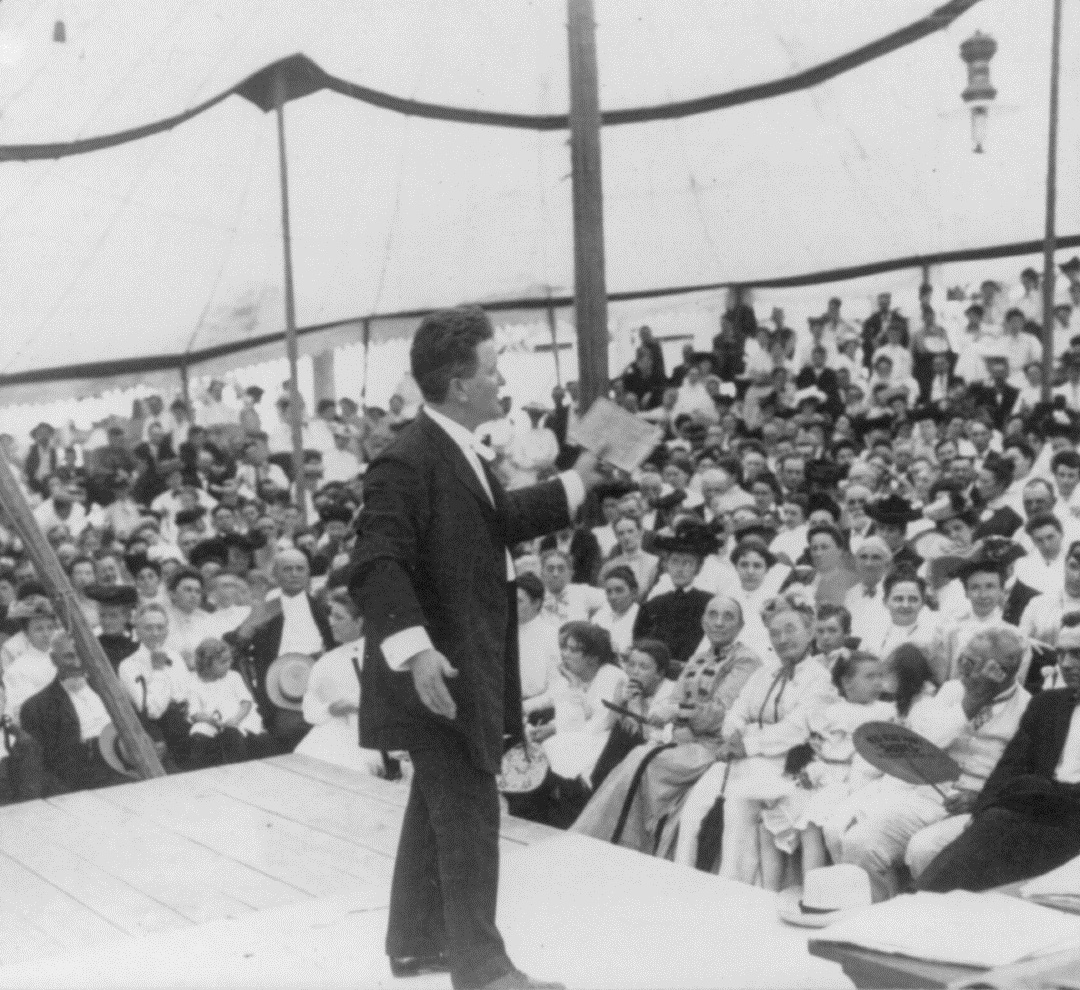
1905년 쇼토카 운동 회의에서 연설하는 라폴레트 주지사

정치로부터 그의 틈새는 오래 가지 않았다. 1891년 위스콘신주의 공화당 당수 필레터스 소여 상원은 법원 사건을 고치는 데 라폴레트에게 뇌물을 제공하였다. 라폴레트는 맹렬하였고, 사람들의 의지를 지키는 데 돈의 사용을 비난한 당의 기관에 전쟁을 선언하였다. 다음 10년 동안 라폴레트는 강력한 기업의 이익과 부패 정치인들의 영향력을 대항하는 연설을 하러 주를 여행하였다. 1896년과 1898년 자신이 주지사를 위한 선거를 패하였어도 그는 이 외향적인 성격과 열성적인 웅변을 위한 특별한 재능과 함께 정치적 명사가 되었다.
결국 1900년 라폴레트는 위스콘신주의 20대 지사로 선출되었다. 자신의 첫 2개의 기간에 그는 몇몇의 진보주의 발의권들을 추진하였으나 거의 전부는 주의 입법에 의하여 방해되었다. 후에 "위스콘신 아이디어"로 알려진 제도를 마련한 그는 법안들을 초안하고 주의 기관을 관리하는 "민주주의의 실험실"을 창조하는 도움을 주는 데 정치학 학회들의 주도권을 위임하였다. 그가 이용한 다른 효과적인 수단은 주의 입법자들이 시민들에게 주요 문제들에 어떻게 자신들의 대표들이 투표하고 있었던 것을 보여주는 데 호명 투표를 공공적으로 읽고 있었다. 특별한 이익들을 위한 입법자들의 투표들을 노출하는 위협은 통과된 많은 라폴레트의 개혁들을 얻는 도움을 주었다.

## 개혁 운동의 상원

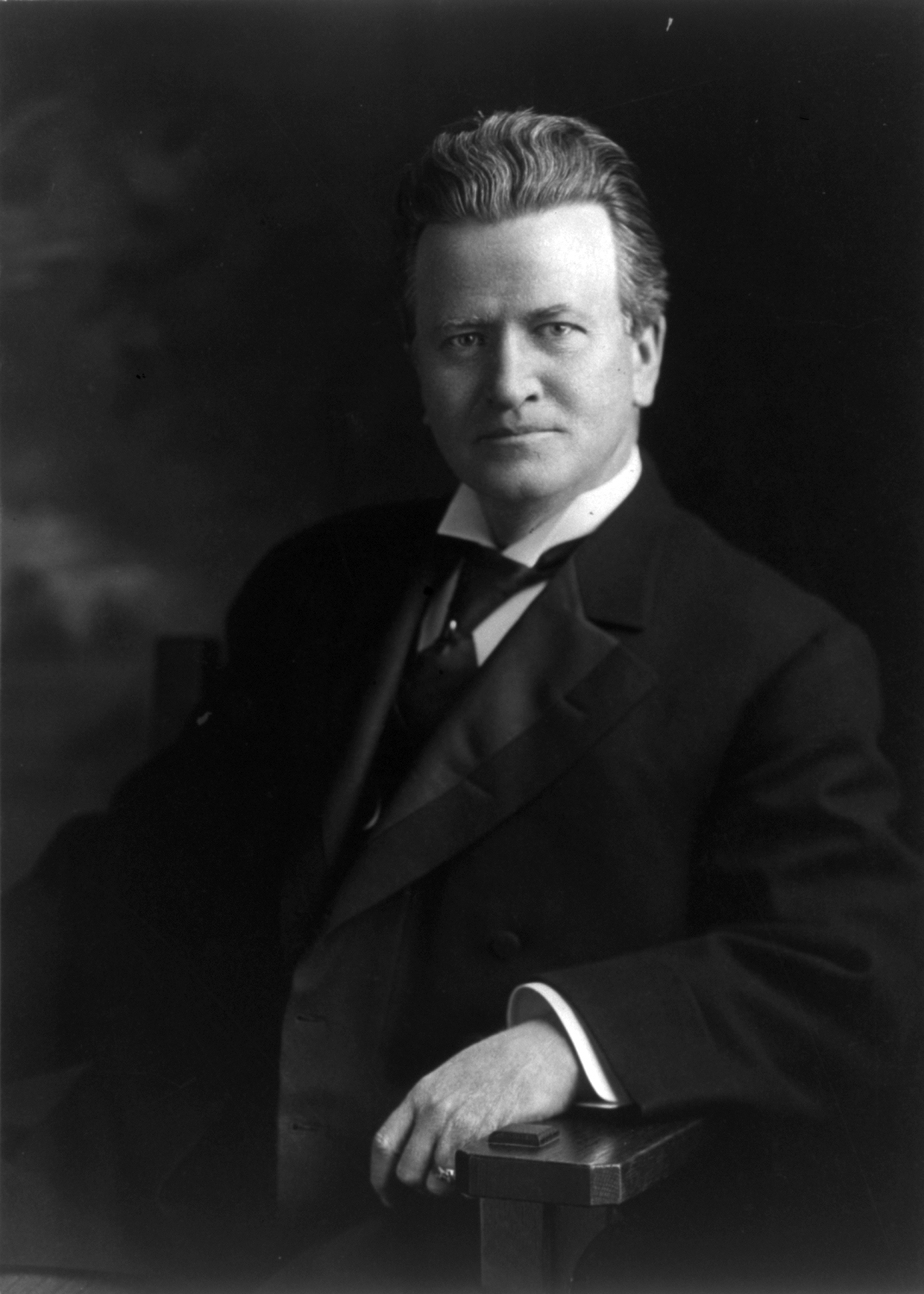
1908년 라폴레트의 연방 상원 공식 사진

1906년 라폴레트는 주지사로서 사임하여 연방 상원으로 선출되었다. 라폴레트는 특별한 이익들에 의하여 통제되지 않은 상원으로서 즉각적인 명성을 얻었다. 다음 8년의 세월에 그는 기업의 신용을 해체하고, 환경 보호를 지지하고, 파업을 벌이는 데 노조의 권리들을 보호하고 상원의 직접 선거를 허용하는 미국 헌법 수정 제17호를 위하여 추진하였다. 1909년 그와 부인 벨 여사는 여성의 참정권, 인종 동등과 다른 진보적 경우들을 위하여 캠페인을 벌인 〈La Follette's Weekly〉 (후에 "The Progressive"로 불림)를 창립하였다.
1912년 심각하게 숙고된 대통령 후보였던 라폴레트는 시어도어 루스벨트가 경주에 들어갔을 때 공화당에 의하여 통과되었다. 몹시 실망한 라폴레트는 우드로 윌슨의 선거와 그의 초기 중립 정책들을 지지하였다. 그는 미국의 제1차 세계 대전으로 개입을 단호하게 반대하였다. 전쟁 후에 그는 베르사유 조약과 국제연맹에서 미국의 회원직을 대항하는 캠페인을 벌였다. 비판들은 그의 반전 정치적 자살행위를 선언하였으나 그는 1922년 연방 상원으로 재선되었다.

## 대선 출마와 사망
정부에서 전쟁이 큰 기업에 너무 많은 영향력을 주었다고 확신한 라폴레트는 명백한 부패를 폭로하기 시작하였다. 1921년과 1924년 사이에 그는 티포트 돔 사건을 폭로하는 데 현저한 역할을 하였다. 농업 단체, 노동 조직들과 사회당의 지지와 함께 라폴레트는 1924년 미국 대통령 선거에 출마하였으나 캘빈 쿨리지에게 패하였다. 경험들은 육체적과 영적 둘다로 그를 지치게 하였다.
1925년 6월 18일 70세 생일을 맞은지 4일 후에 그는 심혈관계 질환으로 사망하였다. 그의 사후 부인 벨 여사와 두명의 아들 로버트 주니어와 필립은 그의 유산을 이어갔다. 필립이 주지사로서 위스콘신주에서 현저한 역할을 하고 로버트 주니어가 연방 상원에서 부친의 의석을 차지하면서 두 아들은 진보당원들로서 정계에 입문하였다.

## 역대 선거 결과
| 선거명      | 직책명                        | 대수 | 정당   | 득표율  | 득표수 (선거인단)  | 결과 | 당락                     |
| ----------- | ----------------------------- | ---- | ------ | ------- | ------------------ | ---- | ------------------------ |
| 1884년 선거 | 하원의원 (위스콘신 제3선거구) | 49대 | 공화당 | 48.08%  | 17,433표           | 1위  | 위스콘신주 하원의원 당선 |
| 1886년 선거 | 하원의원 (위스콘신 제3선거구) | 50대 | 공화당 | 50.38%  | 16,711표           | 1위  | 위스콘신주 하원의원 당선 |
| 1888년 선거 | 하원의원 (위스콘신 제3선거구) | 51대 | 공화당 | 49.96%  | 19,052표           | 1위  | 위스콘신주 하원의원 당선 |
| 1890년 선거 | 하원의원 (위스콘신 제3선거구) | 52대 | 공화당 | 46.16%  | 15,430표           | 2위  | 낙선                     |
| 1900년 선거 | 위스콘신 주지사               | 20대 | 공화당 | 59.84%  | 264,419표          | 1위  | 위스콘신 주지사 당선     |
| 1902년 선거 | 위스콘신 주지사               | 20대 | 공화당 | 52.89%  | 193,417표          | 1위  | 위스콘신 주지사 당선     |
| 1904년 선거 | 위스콘신 주지사               | 20대 | 공화당 | 50.55%  | 227,253표          | 1위  | 위스콘신 주지사 당선     |
| 1905년 선거 | 상원의원 (위스콘신 제1부)     | 59대 | 공화당 | 100.00% | 2표                | 1위  | 위스콘신주 상원의원 당선 |
| 1911년 선거 | 상원의원 (위스콘신 제1부)     | 62대 | 공화당 | 64.34%  | 83표               | 1위  | 위스콘신주 상원의원 당선 |
| 1916년 선거 | 상원의원 (위스콘신 제1부)     | 65대 | 공화당 | 59.23%  | 249,906표          | 1위  | 위스콘신주 상원의원 당선 |
| 1922년 선거 | 상원의원 (위스콘신 제1부)     | 68대 | 공화당 | 80.67%  | 379,494표          | 1위  | 위스콘신주 상원의원 당선 |
| 1924년 선거 | 미국의 대통령                 | 30대 | 진보당 | 16.61%  | 4,831,706표 (13명) | 3위  | 낙선                     |